# 1585 Broadway
1585 Broadway, conosciuto anche con il nome di Morgan Stanley Building, è un grattacielo di New York.
L'edificio è sede della Morgan Stanley, multinazionale americana che opera nell'ambito delle banche.

## Storia
Costruito tra il 1989 e il 1990 venne inizialmente acquistato dalla società di appalti che lo aveva edificato, la Solomon Equites.
Nel 1991 però il progetto per l'acquisto falli' e nel 1993 Morgan Stanley approfittò del basso costo di vendita per acquistare l'intero edificio per 176 milioni di dollari.

## Caratteristiche
Alto 209 metri e con 42 piani è il sessantesimo grattacielo più alto della città. Nel 1997 e nel 1998 vinse inoltre i premi BOMA per l'architettura innovativa.

## Nella cultura di massa
- Law & Order: Criminal Intent usa il 1585 Broadway all'inizio del tema di apertura post stagione 7
- L'edificio è stato incluso nel video musicale di Beck per il suo singolo del 1996 " Devil's Haircut "
- L'edificio è descritto nel film Down to Earth come il grattacielo da cui un uomo d'affari in fallimento
- È stato anche presentato in Perspective Real Estate Magazine di New York City.[3]